# خاک قمری

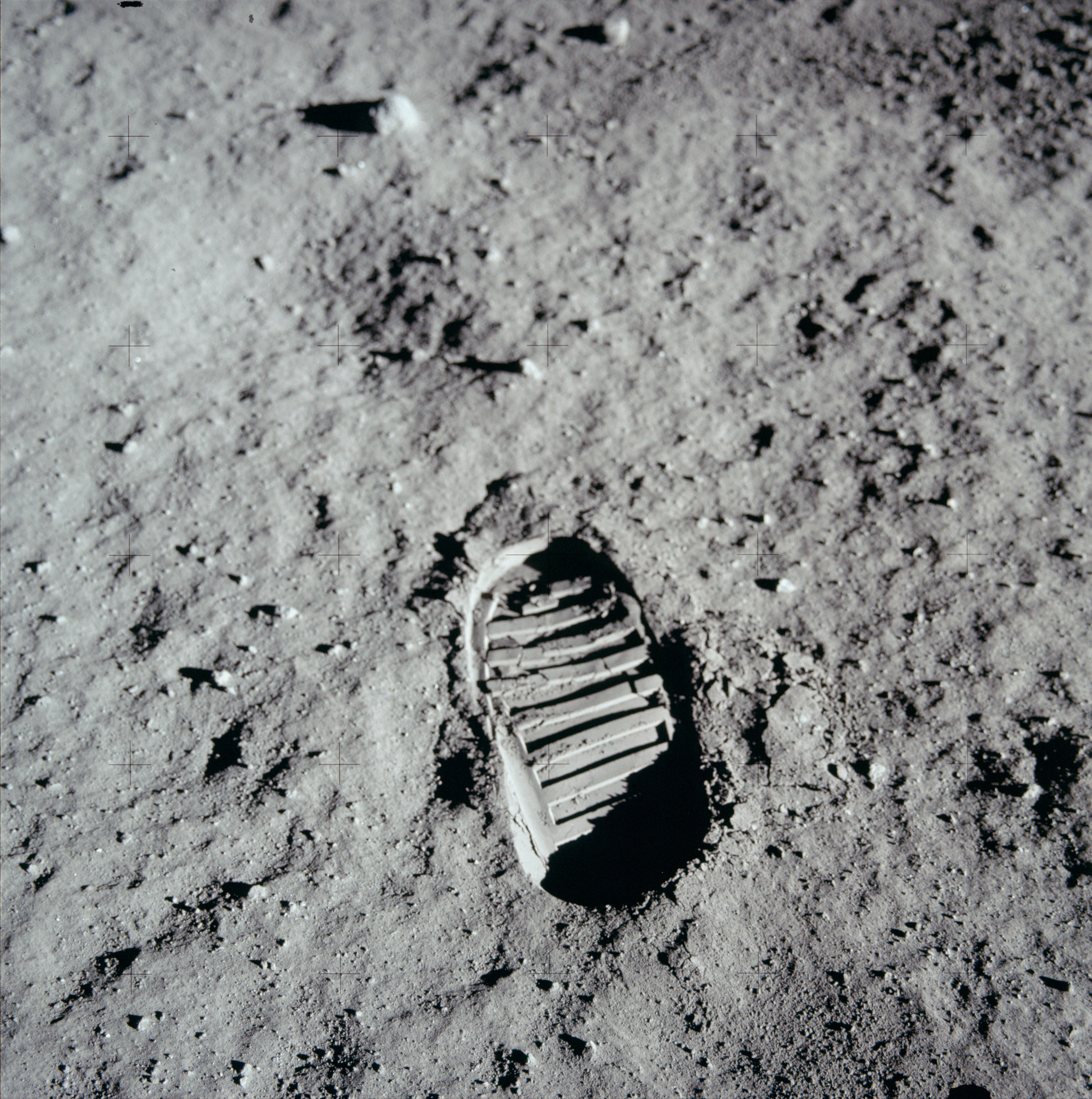
نقش جای پای باز آلدرین در پروژه آپولو ۱۱ بر روی خاک ماه

خاک قمری یا خاک ماه، عبارت است از اندازه ذرات سنگ‌پوشه در کره ماه که در قالب سلنوگرافی مکشوف و یا استحصال می‌گردد. خواص آن به طور قابل‌توجهی می‌تواند با خصوصیات خاک زمینی متفاوت باشد. خصوصیات فیزیکی خاک قمری در وهله نخست نتیجه تجزیه مکانیکی بازالت و آنورتوزیت است که در اثر ضربات مداوم رویداد برخوردی و پدیده‌بمباران ذرات اتمی شارژشده میان‌ستاره‌ای در طول سال‌های مدید و متوالی شکل گرفته است. 
برخلاف آنچه گفته شده که خاک ماه طعم و بوی باروت مصرف‌شده را می‌دهد، اما چنین چیزی درست نیست. خاک ماه از انواع ذرات شامل قطعات سنگ، قطعات تک‌معدنی و انواع شیشه‌ها از جمله ذرات آگلوتینه و همچنین کلوخ‌های آتشفشانی برخوردی تشکیل شده است.